# 4354 Евклід
4354 Евклід (4354 Euclides) — астероїд головного поясу, відкритий 24 вересня 1960 року.
Тіссеранів параметр щодо Юпітера — 3,283.